# جمبي (مدينة)
جمبي (بالإنجليزية: Jambi City)‏ هي مدينة في إندونيسيا تقع في مقاطعة جمبي. يقدر عدد سكانها بـ 531,857 نسمة ومساحتها 205.38 كم2 وترتفع عن سطح البحر 16 متر.